# Droxidopa
Droxidopa (INN; tên thương mại Northera; còn được gọi là L -DOPS, L-threo-dihydroxyphenylserine, L-threo -DOPS và SM-5688) là một tổng hợp amino acid tiền thân đóng vai trò như một tiền chất để dẫn truyền thần kinh norepinephrine (noradrenaline). Không giống như norepinephrine, droxidopa có khả năng vượt qua hàng rào máu não bảo vệ (BBB).

## Chỉ định
- Hạ huyết áp thế đứng thần kinh (NOH) thiếu hụt dopamine beta hydrolase,[2] cũng như NOH liên quan đến teo hệ thống (MSA), bệnh đa dây thần kinh amyloid gia đình (FAP), thất bại tự trị thuần túy (PAF).
- Hạ huyết áp trong máu (IDH) hoặc hạ huyết áp do chạy thận nhân tạo.
- Đóng băng dáng đi trong bệnh Parkinson (ngoài nhãn)

## Lịch sử
Droxidopa được phát triển bởi Sumitomo Dược phẩm để điều trị hạ huyết áp, bao gồm NOH, và NOH liên quan đến các rối loạn khác nhau như MSA, FAP và PD, cũng như IDH. Thuốc đã được sử dụng ở Nhật Bản và một số khu vực châu Á xung quanh cho các chỉ định này từ năm 1989. Sau khi sáp nhập với Dược phẩm Dainippon năm 2006, Dainippon Sumitomo Pharma đã cấp phép droxidopa cho Chelsea Therapeutics để phát triển và tiếp thị nó trên toàn thế giới ngoại trừ ở Nhật Bản, Hàn Quốc, Trung Quốc và Đài Loan. Vào tháng 2 năm 2014, Cục Quản lý Thực phẩm và Dược phẩm đã phê duyệt droxidopa trong điều trị hạ huyết áp thế đứng thần kinh có triệu chứng.

### Các thử nghiệm lâm sàng
Chelsea Therapeutics thu được tình trạng thuốc mồ côi (ODS) đối với droxidopa ở Mỹ đối với NOH và liên quan đến PD, PAF và MSA. Vào năm 2014, Chelsea Therapeutics đã được Lundbeck mua lại cùng với các quyền đối với droxidopa được ra mắt tại Mỹ vào tháng 9 năm 2014.

## Dược lý
Droxidopa là một tiền chất của norepinephrine được sử dụng để tăng nồng độ của các chất dẫn truyền thần kinh này trong cơ thể và não. Nó được chuyển hóa bởi <small id="mwQw">L</small> -amino acid thơm decarboxylase (AAAD), còn được gọi là DOPA decarboxylase (DDC). Bệnh nhân bị NOH bị suy giảm nồng độ norepinephrine dẫn đến giảm huyết áp hoặc hạ huyết áp khi thử thách chỉnh hình. Droxidopa hoạt động bằng cách tăng nồng độ norepinephrine trong hệ thần kinh ngoại biên (PNS), do đó cho phép cơ thể duy trì lưu lượng máu khi và đứng.
Droxidopa cũng có thể vượt qua hàng rào máu não (BBB), nơi nó được chuyển thành norepinephrine từ trong não. Tăng nồng độ norepinephrine trong hệ thống thần kinh trung ương (CNS) có thể có lợi cho bệnh nhân trong một loạt các chỉ định. Droxidopa có thể được kết hợp với một chất ức chế decarboxylase thơm ngoại vi (AAADI) hoặc chất ức chế decarboxylase DOPA (DDC) như carbidopa (Lodosyn) để tăng nồng độ norepinephrine trung tâm.

## Tác dụng phụ
Với hơn 20 năm có mặt trên thị trường, droxidopa đã được chứng minh là có ít tác dụng phụ trong đó phần lớn là nhẹ. Các tác dụng phụ phổ biến nhất được báo cáo trong các thử nghiệm lâm sàng bao gồm đau đầu, chóng mặt, buồn nôn, tăng huyết áp và mệt mỏi.